# Plateforme de glace de Wilkins
- Barrière de Wilkins.

Barrière de Wilkins.

La plateforme glaciaire de Wilkins (parfois appelée à tort le bouclier Wilkins) est une plateforme de glace au-dessus du détroit de Wilkins, du nom d'Hubert Wilkins, sur la côte ouest de l'île Alexandre Ier en Antarctique. Il est bordé par l'île Alexandre Ier à l'est et au sud, l'île Latady à l'ouest, et jusqu'en avril 2009 s'étendait au nord-ouest jusqu'à l'île Charcot. Au nord, il borde l'île Rothschild. Dans les années 1950, la plate-forme de glace Wilkins couvrait une superficie de 16 000 km² pour se réduire à 11200km² en 2009. Elle ne représente qu'environ 1% de la superficie totale de la plate-forme de glace de l'Antarctique.
Une banquise se forme lorsque les glaciers glissent dans la mer. Contrôlés par l'avancée des glaces et par la température de l'air et de l'eau, icebergs et plaques se détachent constamment sur le front de glace vers la mer.

Une rupture accrue de la plate-forme de glace Wilkins a été observée depuis 1995, ce qui est probablement dû au réchauffement supérieur à la moyenne de l'Antarctique occidental depuis environ 1950,. Pendant ce temps, la température de surface annuelle moyenne dans la zone de la plate-forme de glace Wilkins est supérieure à -9°C, et donc au-delà de la température limite pour la survie à long terme des banquises.  À l'été 2008, de nouvelles fissures ont été découvertes dans le plateau continental, ce qui suggérait que de nouvelles ruptures auraient bientôt lieu. Les observations du satellite d'observation de la Terre TerraSAR-X exploité par le Centre aérospatial allemand et Envisat exploité par l'ESA ont montré une perte de glace de 1800km² pour l'année 2008 et une diminution de 14% de la surface totale disponible début 2008.  Enfin, le 2 avril 2009, le dernier pont de glace vers l'île Charcot s'est rompu. Depuis lors, des parties de la banquise ont dérivé vers le large. Par la suite, la superficie de la calotte glaciaire a encore diminué de 1 030 km². Étant donné que la banquise flotte déjà dans l'eau, la rupture n'entraîne pas initialement une élévation du niveau de la mer. Cependant, on soupçonne que la plate-forme de glace a eu un effet de ralentissement sur le débit des glaciers sur les îles adjacentes. 

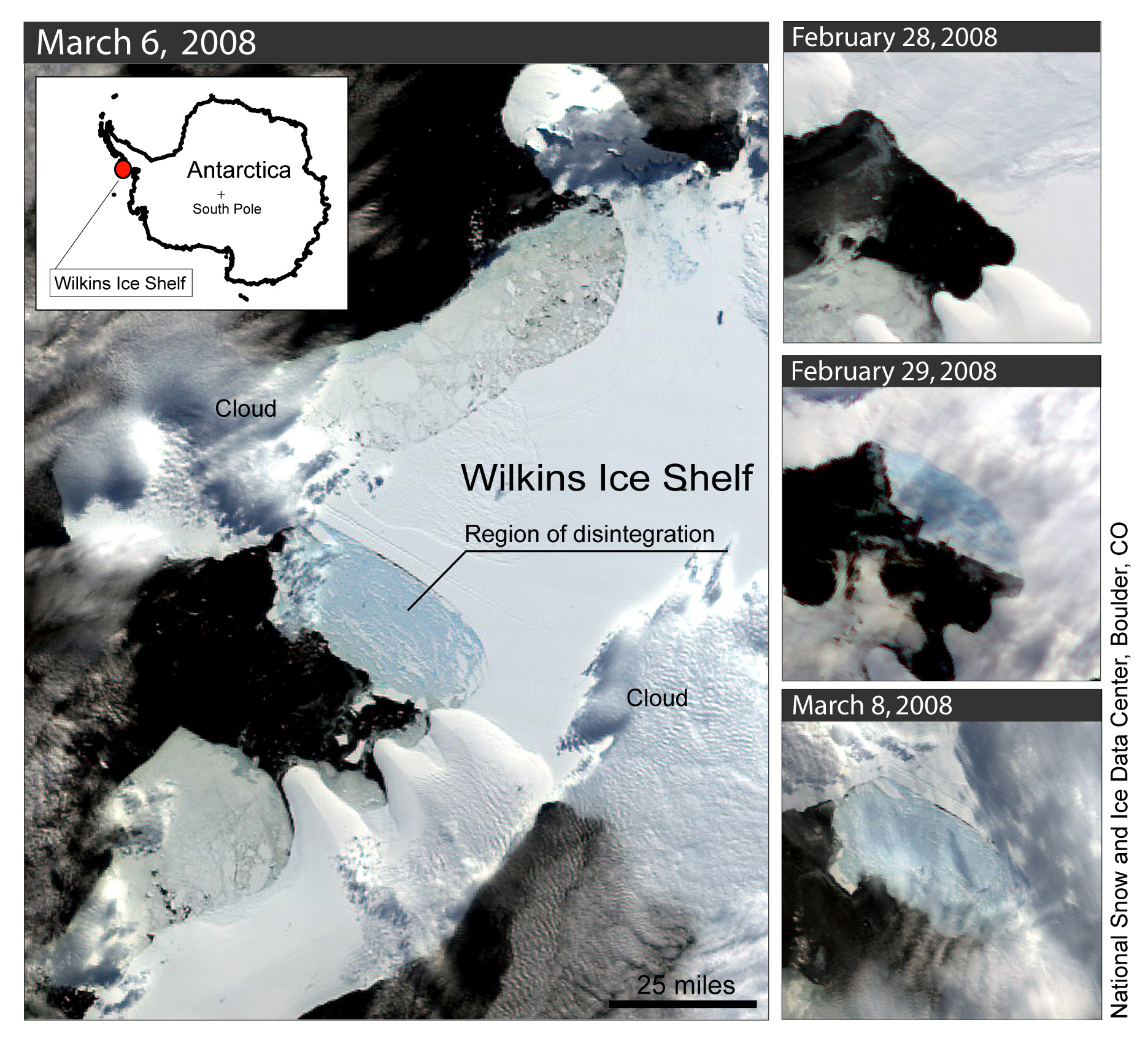
Localisation de l'évolution de la plate-forme Wilkins et de la plate-forme de glace en mars 2008
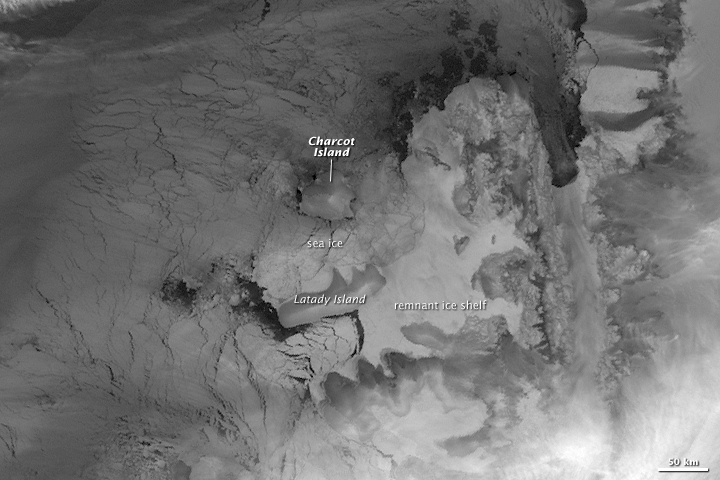
Image infrarouge de la banquise, août 2009
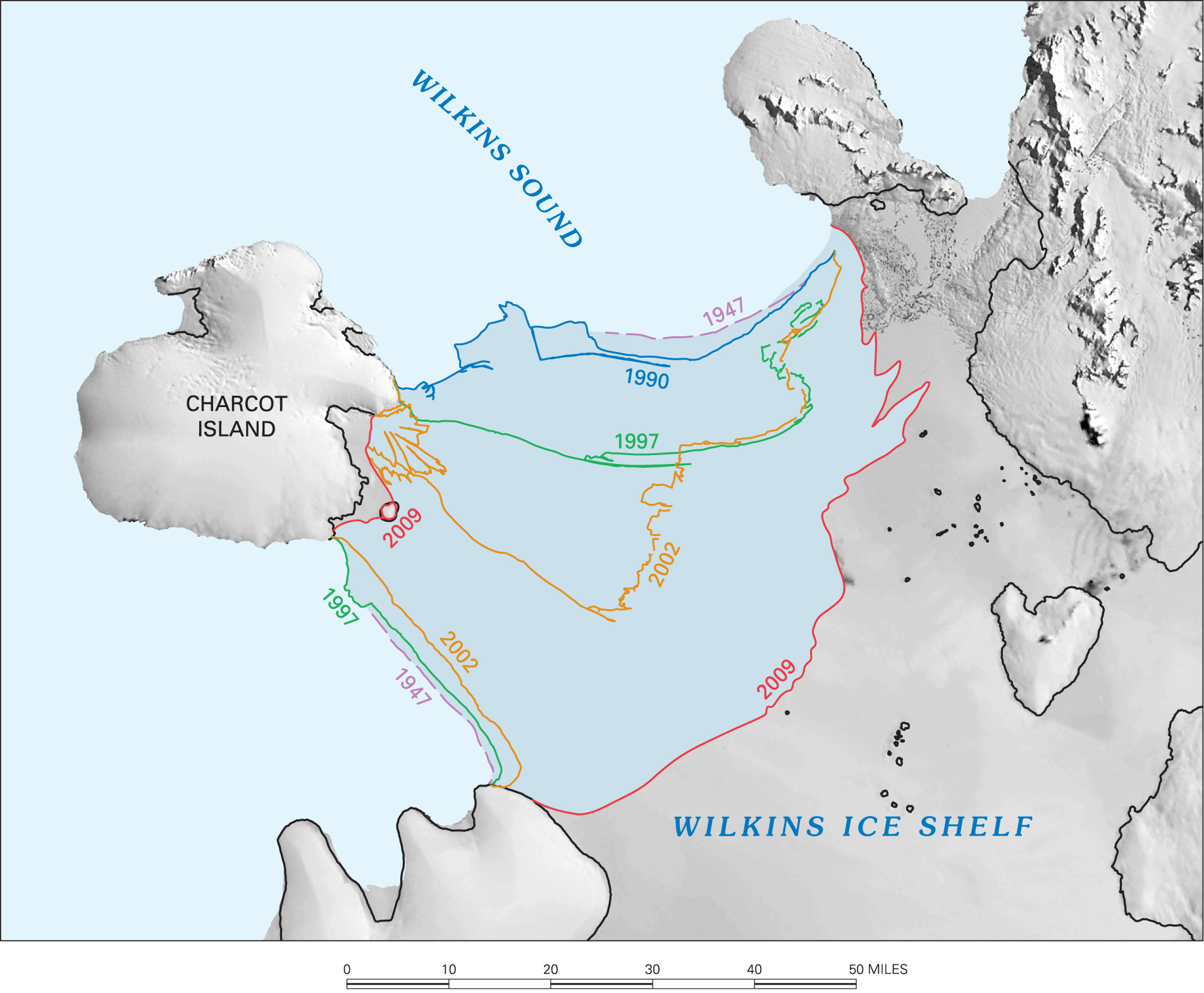
Diminution de la banquise de 1947 à 2009